# Cmentarz Żołnierzy Radzieckich w Chojnie
Cmentarz wojenny Żołnierzy Radzieckich w Chojnie – cmentarz wojenny założony w latach 1950-1954 w mieście Chojna.

## Historia
Plany utworzenia wspólnej nekropolii dla żołnierzy radzieckich, którzy zginęli i zostali pochowani na Ziemi Chojeńskiej i Kostrzyńskiej, a także na terenie przygranicznym położonym na zachodnim brzegu Odry powstał w 1946. Na miejsce cmentarza wybrano Chojnę, ponieważ to właśnie na terenie powiatu chojeńskiego znajdowało się najwięcej rozproszonych mogił żołnierskich. Prace przeciągały się w czasie, dopiero w 1950 powstał projekt techniczny autorstwa inż. Ireny Kozłowskiej ze Szczecina. Został on zlokalizowany w narożniku przedwojennego cmentarza ewangelickiego i znajdującej się na nim zrujnowanej kaplicy św. Gertrudy z 1684. Na 1,5 ha powierzchni miało znajdować się 185 mogił zbiorowych ułożonych w trzech kwaterach grobowych po dziewięć rzędów, dwóch symetrycznych względem siebie i jednej trójkątnej pomiędzy nimi, na narożniku miał znajdować się plac manifestacyjny. Do końca 1950 wykarczowano zieleń i przeprowadzono częściowe ekshumacje, w czasie przyszłym planowano dokończyć ekshumacje oraz rozebrać kaplicę, która kolidowała z budową placu manifestacyjnego i ustawienia tam pomnika. W 1953 prace zostały przerwane, w październiku Wojewódzki Konserwator Zabytków Henryk Dziurla nakazał przerwanie rozbiórki kaplicy, aby uchronić znajdujące się wewnątrz średniowieczne polichromie. Dokonano niezbędnych zmian projektu, które uwzględniały pozostawienie kaplicy w formie trwałej, zabezpieczonej ruiny. Prace zakończono jesienią 1954, w 1962 odgrodzono cmentarz wojenny od części ewangelickiej. W 1969 przebudowano cmentarz według projektu W. Andrzejewskiego, w 1971 ustawiono pomnik zaprojektowany przez Czesława Wronkę. 
Cmentarz zajmuje 9800 m², w trzech kwaterach znajduje się 58 mogił oznaczonych kamiennymi tablicami zwieńczonymi czerwoną gwiazdą. Pochowanych jest 3985 żołnierzy, z których tylko 972 jest znanych z imienia i nazwiska. Ich personalia zostały wykute na 22 tablicach z czarnego marmuru ustawionych koło kaplicy. Ostatni pochówek miał miejsce w 2006, pochowano szczątki 91 żołnierzy ekshumowanych na terenie Pomorza Zachodniego. 
Przy wejściu umieszczono tablicę zawierającą napis "Na tym cmentarzu pochowanych jest 3985 żołnierzy w tym 972 znanych z nazwiska. Spoczywają tu żołnierze różnych narodowości byłego Związku Radzieckiego, którzy zginęli w czasie II wojny światowej wyzwalając ziemię chojeńską i kostrzyńską. Walcząc po obu stronach Odry zginęli za wolność. Chwała im i cześć! Niech spoczywają w pokoju".

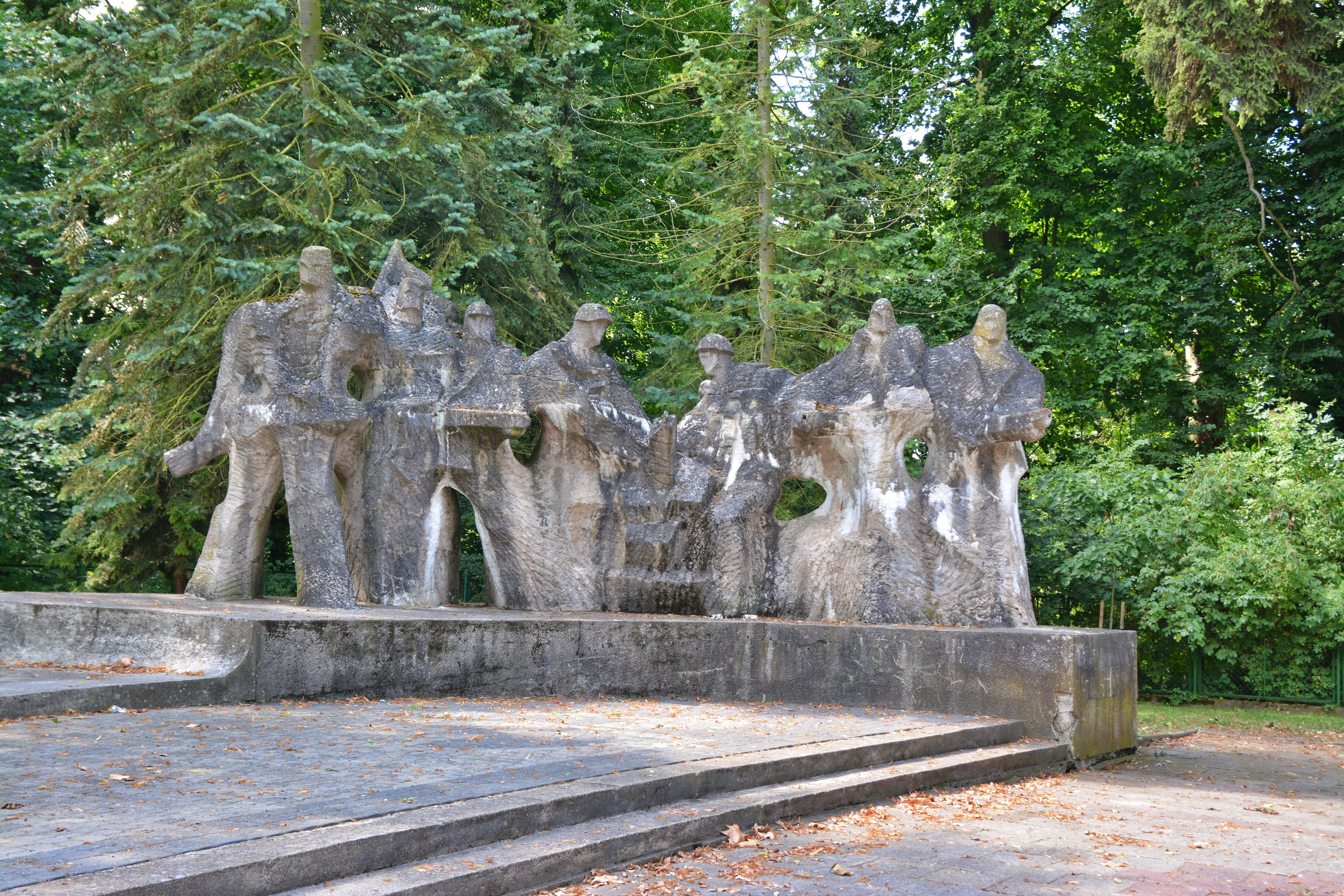
Pomnik na cmentarzu
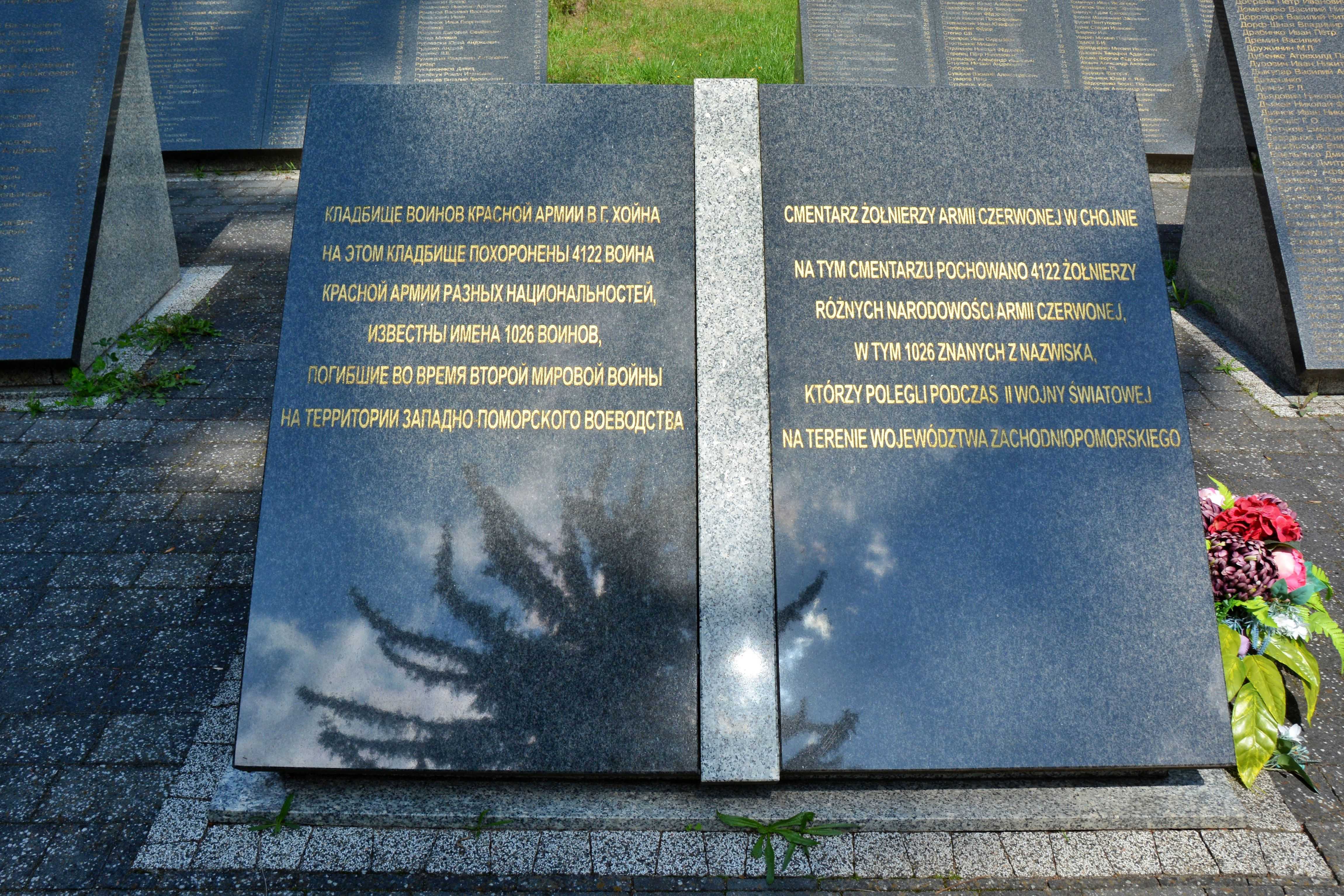
Tablica informacyjna
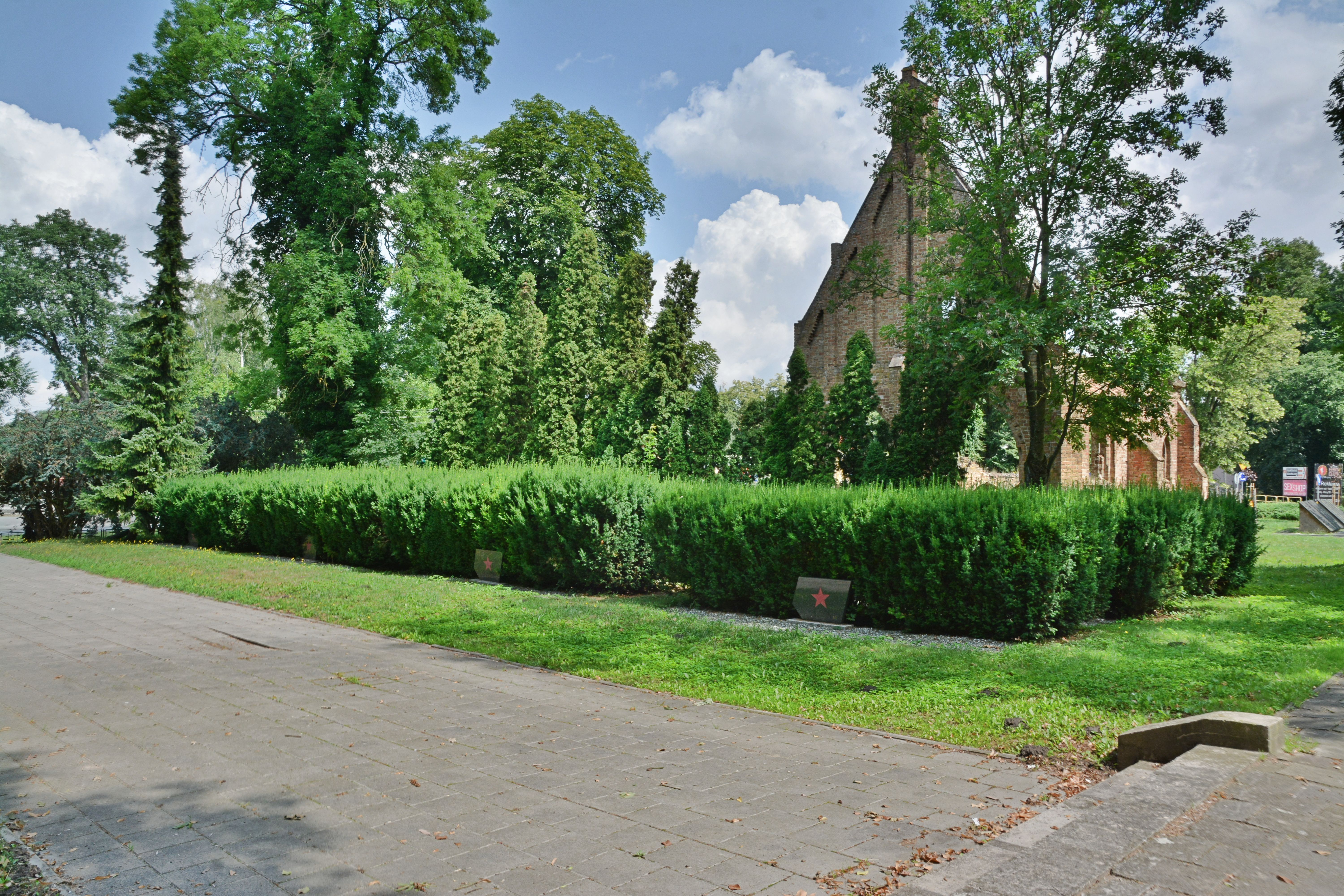
Kwatery poległych